# سوموتو ۴۶۴۹
سیارک ۴۶۴۹ (به انگلیسی: 4649 Sumoto، نامگذاری:1936YD) چهار هزار و ششصد و چهل و نهمین سیارک کشف شده‌است که در ۲۰ دسامبر ۱۹۳۶ و در نیس کشف شد.
قدر مطلق سیارک برابر ۱۱٫۶۰ است.